# Walerij Kamienski
Walerij Wiktorowicz Kamienski, ros. Валерий Викторович Каменский (ur. 18 kwietnia 1966 w Woskriesiensku) – rosyjski hokeista, reprezentant ZSRR i Rosji.
Jego syn Wiktor (ur. 1989) także został hokeistą.

## Kariera zawodnicza
- Chimik Woskriesiensk (1982–1985)
- CSKA Moskwa (1985–1991)
- Quebec Nordiques (1991–1995)
  -  HC Ambrì-Piotta (1990–1991)
- Colorado Avalanche (1995–1999)
- New York Rangers (1999–2001)
- Dallas Stars (2001)
- New Jersey Devils (2001–2002)
- Chimik Woskriesiensk (2003–2004)

Wychowanek Chimika Woskriesiensk. W klubie rozpoczął i zakończył karierę zawodniczą. W pierwszym okresie gry w Chimiku w jednym ataku grali z nim Siergiej Odincow i Siergiej Karpow. Karierę w Chimiku rozpoczynał i kończył karierę Gierman Titow.
Uczestniczył w turniejach mistrzostw świata w 1986, 1987, 1989, 1990, 1991, 1994, 2000 oraz zimowych igrzyskach olimpijskich 1988, 1998.
Gol zdobyty przez niego w barwach Colorado Avalanche został wykorzystany we wstępie do gry komputerowej NHL 98.

## Kariera działacza
Został członkiem Rady Dyrektorów rozgrywek KHL. Ponadto w ramach amatorskich rozgrywek hokejowych, powołanych przez prezydenta Władimira Putina i weteranów radzieckiego i rosyjskiego hokeja pod nazwą Nocna Hokejowa Liga działa w radzie dyrektorów jako kurator Konferencji Priwołże. W 2014 został menedżerem generalnym w klubie Atłant Mytiszczi. Podczas weekendu Meczu Gwiazd KHL 2015 był kapitanem jednej z drużyn w spotkaniu legend hokejowych. Od 2015 wiceprezydent Spartaka Moskwa.

## Sukcesy
Reprezentacyjne
- Brązowy medal mistrzostw świata juniorów do lat 20: 1985 z ZSRR
- Złoty medal mistrzostw świata juniorów do lat 20: 1986 z ZSRR
- Drugie miejsce w Canada Cup: 1987 z ZSRR
- Złoty medal zimowych igrzysk olimpijskich: 1988 z ZSRR
- Srebrny medal zimowych igrzysk olimpijskich: 1998 z Rosją
- Złoty medal mistrzostw świata: 1986, 1989, 1990 z ZSRR
- Srebrny medal mistrzostw świata: 1987 z ZSRR
- Brązowy medal mistrzostw świata: 1991 z ZSRR

Klubowe
- Brązowy medal mistrzostw ZSRR: 1984 z Chimikiem
- Złoty medal mistrzostw ZSRR: 1986, 1987, 1988, 1989 z CSKA
- Puchar ZSRR: 1988 z CSKA
- Puchar Europy: 1986, 1987, 1988, 1989, 1990 z CSKA
- Puchar Stanleya: 1996 z Colorado Avalanche

Indywidualne
- Mistrzostwa Świata Juniorów do lat 20 w 1986:
  - Pierwsze miejsce w klasyfikacji strzelców turnieju: 7 goli
- Liga radziecka 1987/1988:
  - Nagroda Najlepsza Trójka dla tercetu najskuteczniejszych strzelców ligi (oraz Wiaczesław Bykow i Andriej Chomutow) – łącznie 72 gole
- Liga radziecka 1989/1990:
  - Nagroda Najlepsza Trójka dla tercetu najskuteczniejszych strzelców ligi (oraz Wiaczesław Bykow i Andriej Chomutow) – łącznie 61 goli
- Liga radziecka 1990/1991:
  - Nagroda Najlepsza Trójka dla tercetu najskuteczniejszych strzelców ligi (oraz Wiaczesław Bucajew i Pawieł Bure) – łącznie 69 goli
  - Najlepszy zawodnik sezonu mistrzostw ZSRR w hokeju na lodzie
- Mistrzostwa Świata w 1991:
  - Pierwsze miejsce w klasyfikacji strzelców turnieju: 7 goli
  - Najlepszy napastnik turnieju
  - Skład gwiazd turnieju
- NHL (1997/1997):
  - NHL All-Star Game
- Superliga rosyjska w hokeju na lodzie (2004/2005):
  - Nagroda za Wierność Hokejowi

Odznaczenia i wyróżnienia
- Medal „Za pracowniczą dzielność”: 1988
- Zasłużony Mistrz Sportu ZSRR w hokeju na lodzie: 1988
- Zawodnik Roku w ZSRR: 1991
- Triple Gold Club: 1996
- Rosyjska Galeria Hokejowej Sławy: 2014
- Galeria Sławy IIHF: 2016[6][7]
- Order Aleksandra Newskiego: 2021[8]